# 국립생태원 습지센터

## 개    요

### 국립생태원 습지센터
습지센터(Research Center for Wetland)는 2012년부터 2019년 5월 30일까지 국립환경과학원에서 운영하였으나 2019년 5월 31일에 국립생태원(National Institute of Ecology)으로 기능 및 조직이 이관되었다. 조직을 이관하면서 국립습지센터(National Wetlands Center)에서 국립생태원 습지센터(National Institute of Ecology, Research Center for Wetland)로 명칭을 변경하였다.
국립생태원은 한반도 및 세계5대 기후의 생태계를 연구·전시·교육하는 기능을 수행하고 있으며, 습지센터는 인간과 습지의 조화로운 공존에 기여하기 위해 다양한 연구·조사·보전업무를 전문적으로 수행하고 있다. 국립생태원(본원)의 위치는 충청남도 서천군 마서면 금강로 1210이며, 습지센터는 경상남도 창녕군 이방면 이산길 38에 위치하고 있다.

### 습지센터의 기능
습지센터는 습지보전법에 따라 크게 2가지 기능을 수행하고 있다.
첫째, 생태자원의 효율적 관리 및 생물다양성 증진을 위한 습지조사·연구 및 보전 업무를 수행하고, 습지 관련 정책 수립을 지원하고 있다.
둘째, 습지와 관련있는 다양한 이해당사자가 습지에 대한 가치를 재인식하고, 보전과 관리에 참여할 수 있는 프로그램을 개발·보급하는 활동을 하고 있다.

## 주요업무

### 습지보전 생물다양성 유지
- 습지의 효율적 관리 및 생물다양성 증진을 위한 조사·연구

- 내륙습지 생태계 현황 조사

- 인벤토리 작성 및 조사 자료 등 국가습지정보 DB 구축·제공

- 습지보호지역 지정 및 보전·관리계획 수립 등 정책지원

### 습지보전·현명한 이용
- 대국민 습지 인식 증진 및 현명한 이용문화 확대를 위한 홍보, 교육 제공

- 습지 보전·이용에 대한 민·관·학 협력체계 마련

- 습지보전 및 이용관련 정책지원 및 제도 기반 구축

- 람사르협약의 선도적 이행, 습지보전 국제기구 협력사업 추진 등 습지보전 국제적 역할 강화

## 연    혁
- 2012.1.31. 국립환경과학원 소속 국립습지센터 설치

- 2012.8.24. 국립환경과학원 소속 국립습지센터 개소

- 2019.5.31. 국립생태원으로 기능 및 조직 이관, ‘습지센터’로 명칭 변경

## 관련기관
- 환경부

- 한국습지학회

- 동아시아람사르지역센터(RRC-EA)

- 경상남도람사르환경재단

- 해양환경공단